# Омбер
Омбер (фр. Amberre) насеље је и општина у западној Француској у региону Поату-Шарант, у департману Вијена која припада префектури Поатје.
По подацима из 2011. године у општини је живело 542 становника, а густина насељености је износила 34,68 становника/km². Општина се простире на површини од 15,63 km². Налази се на средњој надморској висини од метара (максималној 123 m, а минималној 88 m).

## Демографија
| 1962. | 1968. | 1975. | 1982. | 1990. | 1999. | 2011. |
| ----- | ----- | ----- | ----- | ----- | ----- | ----- |
| 395   | 423   | 374   | 379   | 370   | 424   | 542   |

График промене броја становника у току последњих година